# Cacciata del Duca d'Atene
La Cacciata del duca d'Atene  è un affresco conservato nella Salotta di Palazzo Vecchio a Firenze; l'affresco, proveniente da un muro delle antiche carceri delle Stinche, è stato dubitativamente attribuito all'Orcagna e fu dipinto tra il 1343 e il 1349.

## Storia
Il 26 luglio 1343, giorno di sant'Anna, i fiorentini cacciarono dalla città il dispotico Duca d'Atene Gualtieri VI di Brienne. Nell'occasione fu assaltato il carcere delle Stinche, quello dei detenuti politici, e liberati tutti gli oppositori al regime che il duca aveva fatto incarcerare. Per ricordare l'evento fu commissionato all'Orcagna un affresco celebrativo degli eventi.
Con la dismissione e la distruzione parziale del carcere, dopo il 1833, l'affresco fu inglobato in un nuovo tabernacolo e solo nel 1964 l'avvocato Castellani, proprietario e impresario del teatro, lo fece staccare e restaurare prima di donarlo al comune di Firenze (in quanto vi era rappresentata una delle più antiche vedute di palazzo Vecchio), che lo musealizzò nelle raccolte cittadine. Si trattò, col senno di poi, di un fatto provvidenziale che salvò il dipinto dalle acque dell'alluvione del 1966.
L'attribuzione all'Orcagna ha subito varie oscillazioni e in passato era ritenuta opera di bottega o della cerchia, mentre oggi è riferita per lo più alla mano giovane del maestro.

## Descrizione
Di forma circolare di circa tre metri di diametro, in origine presentava all'intorno i segni dello Zodiaco, dei quali oggi resta solo il segno del Leone, alternati da figure femminili e alcune iscrizioni poste a commentare la scena dipinta. Nella scena principale è rappresentato al centro Palazzo Vecchio, nell'assetto riscontrabile tra il 1323, anno della costruzione dell'"Aringhiera", e il 1349, quando furono demolite le antiporte.
Sulla sinistra si vede una figura femminile con l'aureola (variamente interpretata, probabilmente sant'Anna) seduta su un trono coperto da un drappo sorretto da due angeli. Essa porge, in segno di restituzione, i tre gonfaloni di Firenze, del Popolo e del Comune ad un gruppo di cavalieri, inginocchiati per riceverli: si tratta di una rappresentazione simbolica della restituzione del potere alle milizie fiorentine. Questi cavalieri hanno la spada nella mano destra e guardano con intensità la loro protettrice. Sul fianco destro delle loro cotte d'armi si vede la lettera T, che li identifica come i Cavalieri del Tau A terra si vedono una spada spezzata, una bilancia spezzata, un libro chiuso e uno scudo deformato.
Sulla destra dell'affresco si vede il Duca d'Atene, con un abito guarnito d'ermellino, che si allontana scacciato da un angelo, portandosi via uno strano oggetto dalle forme antropomorfe. L'angelo porta sul braccio sinistro una colonna e, nella mano destra, un frustino a tre corde.

## Altre interpretazioni
Inizialmente si credeva che rappresentasse Santa Reparata in atto di benedire le insegne delle Milizie della Repubblica fiorentina; poi nel 1906 Robert Davidsohn vi riconobbe l'episodio della fuga da Firenze da parte del Duca d'Atene, cacciato il 26 luglio 1343, giorno di Sant'Anna, come fu descritta dal Villani, quindi vedendoci il «Duca d'Atene che fugge avvinghiato da un serpente con la testa umana, simbolo della frode politica».
Una nuova lettura darebbe un'altra interpretazione, quella della distruzione dell'Ordine del Tempio voluta nel 1307 dal re francese Filippo il Bello: quindi la donna con l'aureola sarebbe la Nostra Signora, protettrice dei Templari, e la persona che fugge avrebbe in mano una immagine del Bafometto.
Un'altra fantasiosa ipotesi vedrebbe nell'oggetto portato via, questa volta ammettendo si tratti del Duca d'Atene, la Sacra Sindone, che sarebbe transitata dunque a Firenze, proveniente da Atene dove l'avrebbero recuperata i Brienne.
Nell'affresco lo scudo riporta, anche se difficilmente visibile, lo stemma del duca d'Atene (d'azzurro al leone rampante d'oro a due code e seminato di biglietti d'oro); dunque è da ritenersi che l'interpretazione originale sia corretta.